# Permacultura
La permacultura és un conjunt de pràctiques i de formes de pensar per tal de crear una producció agrícola sostenible, molt eficient en energia (treball manual i mecànic...) i respectuosa dels éssers vius i llurs interrelacions recíproques. Suposa una aproximació holística als sistemes agrícoles, l'objectiu de la qual és crear un ecosistema productiu en aliments així com en altres recursos útils, tot deixant a la natura "salvatge" el més gran espai possible.
Utilitza conceptes d'ecologia, paisatgisme, l'agricultura ecològica, biomimètica, ètica, filosofia i de pedologia. La permacultura convida a posar en relació aquests aspectes teòrics amb les observacions fetes sobre el terreny.
La base de la permacultura no és només analitzar els components d'un sistema individual, sinó també tenir en compte llurs interaccions amb la finalitat de produir un coneixement de l'ecosistema en el context d'un ús per a l'ésser humà.
Tot i que sovint la qualifiquen de ciència els seus promotors, no és una ciència dita convencional, és a dir, d'acord amb els criteris científics, i tractada amb el mètode científic, perquè està mal documentada en la literatura científica avaluada en comitès de pars.

Visió permacultural, amb els elements bàsics al centre, i els resultats de les interaccions a l'exterior

## Origen
La paraula permacultura, tal com explica el seu creador, Bill Mollison, és una contracció d'agricultura i permanent i, per tant, durable, ja que les cultures no poden sobreviure gaire temps sense una base agrícola sostenible.

## Concepte

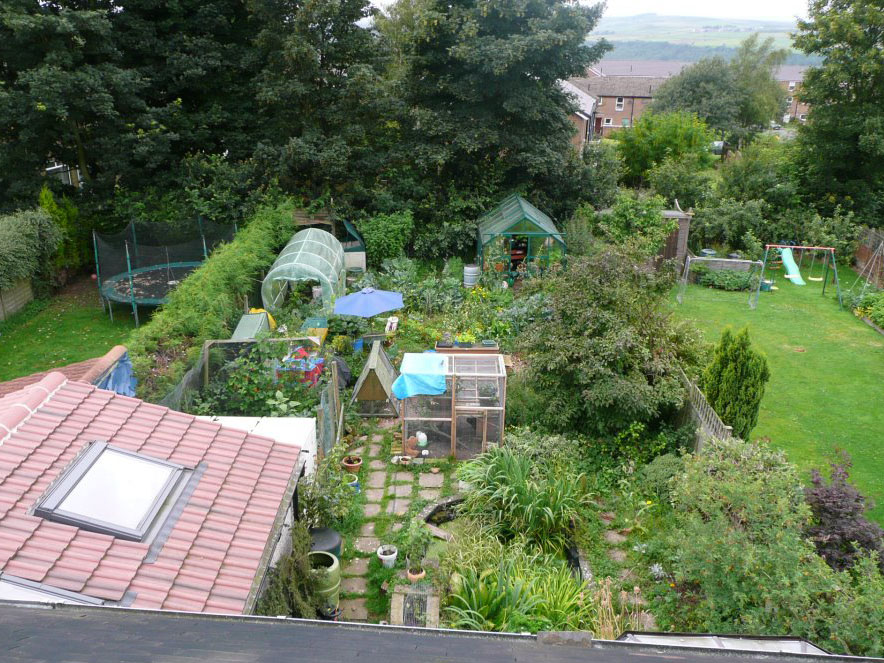
Jardí permacultural en un barri de Sheffield (Regne Unit).

Un hàbitat dissenyat segons els principis de la permacultura s'entén com un sistema, en el qual es combinen la vida dels éssers humans d'una manera respectuosa i beneficiosa amb la dels animals i les plantes, per proveir les necessitats de tots d'una forma adequada.
En el disseny d'aquests sistemes s'apliquen idees i conceptes integradors de la teoria de sistemes, biocibernètica i ecologia profunda. L'atenció no solament es dirigeix cap als components individuals (elements), sinó cap a les relacions entre aquests elements i el seu ús òptim per a la creació de sistemes productius.
Planificació, implementació i manteniment componen el procés de disseny permacultural, el qual s'enfoca tant en una optimització successiva del sistema per a les necessitats d'ara, com també en una futura productivitat, oberta per ser desenvolupada i refinada per les generacions que vénen. El procés de disseny té com a objectiu una integració òptima de les necessitats ecològiques, econòmiques i socials del sistema, de manera que a llarg termini es pugui autorregular i mantenir en un equilibri dinàmic mitjançant interferències mínimes. El model per a això són els processos d'autorregulació que podem observar diàriament en sistemes ecològics com per exemple en els boscs, llacs o els oceans. El pensament sistèmic i una acció motivada per això busquen superar d'una manera conscient el procediment lineal-causal encara predominant, les conseqüències destructives del qual estan avui més i més a la vista de tots.
Com estem vivint en sistemes i estem envoltats per ells, el pensament i l'acció lineal-causal no poden solucionar els nostres problemes, solament traslladar-los en el temps i espai. D'aquesta forma ens porta a la conclusió equivocada de veure la influència que més ens «destorba» en aquest moment com la causa única dels nostres problemes. A més, per la seva tendència d'implementar solament correccions simptomàtiques, produeix constantment nous problemes moltes vegades majors a les anteriors.
El concepte lliure d'ideologies de la permacultura s'obre tant als nous coneixements i tecnologies com als coneixements «antics», mil·lenaris, de totes les cultures i recolza la seva fusió creativa en innovadores estratègies de disseny.

## Història
En 1929, Joseph Russell Smith va prendre un terme anteriorment conegut com a subtítol per a la seva obra: Tree Crops: A Permanent Agriculture («Cultiu d'arbres: una agricultura permanent»), el llibre resumeix la llarga experiència de l'autor, experimentant tant amb fruites i fruita seca, com amb cultius per a l'alimentació humana i animal.
Smith va veure el món com un tot interrelacionat i va suggerir sistemes mixts d'arbres i cultius sota ells. Aquest llibre va inspirar a molts individus decidits a aconseguir una agricultura més sostenible, tals com Toyohiko Kagawa qui va ser pioner en el cultiu dels boscos al Japó en la dècada de 1930.
La definició d'agricultura permanent, com la que es pot sostenir indefinidament, va ser recolzada per P. A. Yeomans, australià, en el seu llibre Water for Every Farm («Aigua per a totes les granges»). Yeomans va introduir un enfocament basat en l'observació de l'ús de la terra a Austràlia en la dècada de 1940, i el disseny Keyline com una forma de gestionar el subministrament i distribució d'aigua en la dècada de 1950.
Les obres de Stewart Brand van ser una influència primerenca que va assenyalar Holmgren. Altres influències primerenques inclouen a Ruth Stout i Esther Deans, pioneres en la jardineria sense excavació i Masanobu Fukuoka que, a finals de 1930 al Japó, va començar a advocar per horts de sembra directa (cultiu zero), i jardins i agricultura natural.

### Mollison i Holmgren

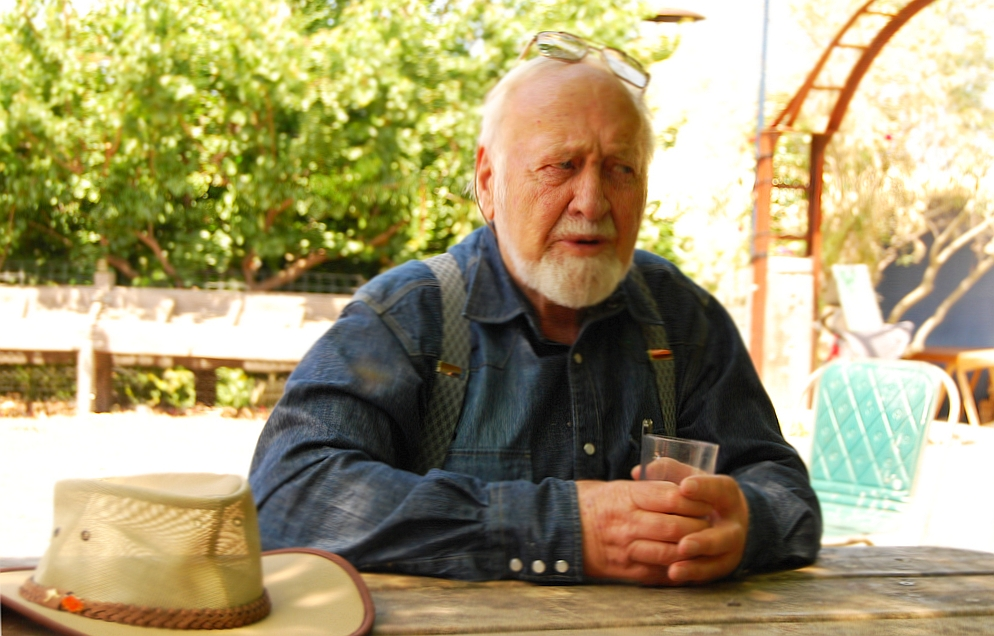
Bill Mollison considerat com el "pare de la permacultura".

A mitjan dècada dels anys 1970 dos ecologistes d'Austràlia, el doctor Bill Mollison i David Holmgren, van començar a desenvolupar una sèrie d'idees que tenien l'esperança de poder utilitzar per a la creació de sistemes agrícoles estables. Ho van fer com a resposta al que consideraven com el ràpid creixement en l'ús de mètodes agroindustrials destructius després de la Segona Guerra Mundial, que d'acord al seu criteri estaven enverinant la terra i l'aigua, reduint dràsticament la biodiversitat, i destruint bilions de tones de sòl que anteriorment mantenia paisatges fèrtils. Una aproximació denominada 'permacultura' va ser el resultat i es va donar a conèixer amb la publicació del llibre Permaculture One en 1978. El llibre va tenir un èxit immediat en Austràlia, provocant molt debat. L'aparició d'una revista (The International Permaculture Magazine), una minisèrie televisiva amb Bill Mollison com a protagonista, i diverses desenes de cursos que aquest va dictar a la fi dels 70 i principis dels 80 van contribuir a internacionalitzar la permacultura i a forjar la seva imatge d'eina pràctica per a la construcció d'hàbitats sostenibles.
Després de la publicació de Permaculture One, Mollison i Holmgren van refinar i van desenvolupar les seves idees, amb tots dos originadores dissenyant centenars de 'terrenys de permacultura' i escrivint diversos llibres. Mollison va fer classes en més de 80 països i el Curs de Disseny de dues setmanes de durada, es va ensenyar a molts centenars d'estudiants. Al començament de la dècada de 1980, el concepte va avançar des de ser predominantment un disseny de sistemes agrícoles a ser un procés de disseny més plenament hol·lístic per crear hàbitats humans sostenibles. A mitjan dècada de 1980, multitud d'estudiants s'havien convertit en reeixits pràctics, començat a ensenyar el mètode; en un curt període es van establir grups de permacultura, projectes, associacions i instituts en més de 100 països.
En el transcurs dels seus viatges per Àsia, Àfrica i Amèrica Llatina, Mollison va trobar i va contribuir a popularitzar conceptes i pràctiques ancestrals que havien contribuït a la sostenibilitat de les antigues cultures agrícoles i caçadores. Molts d'aquests conceptes van ser explicats i revaloritzats, i van passar a formar part de l'aspecte tècnic de la permacultura. Molt aviat es va fer evident que els conceptes de disseny que manejava la permacultura podien ser aplicats no solament a la producció agropecuària i forestal, sinó a molts aspectes de la vida humana, com la construcció, l'educació, l'economia i l'organització social en general, abastant tots els temes essencials en el disseny de sistemes sustentables, de forma integrada.
La permacultura està en l'actualitat ben establerta de llarg a llarg del món, existint molts exemples del seu ús. Zimbàbue té 60 escoles dissenyades utilitzant la permacultura, amb un equip nacional treballant en la unitat de desenvolupament de currículums escolars. L'Alt Comissionat de Nacions Unides per als Refugiats (ACNUR) ha elaborat un informe sobre l'ús de la permacultura en situacions de refugi, després del seu reeixit ús en els camps de Sud-àfrica i Macedònia del Nord. A Costa Rica, un grup de permaculturistes fan tallers i horts urbans d'acord amb permacultura.

## Disseny

### Els dotze principis

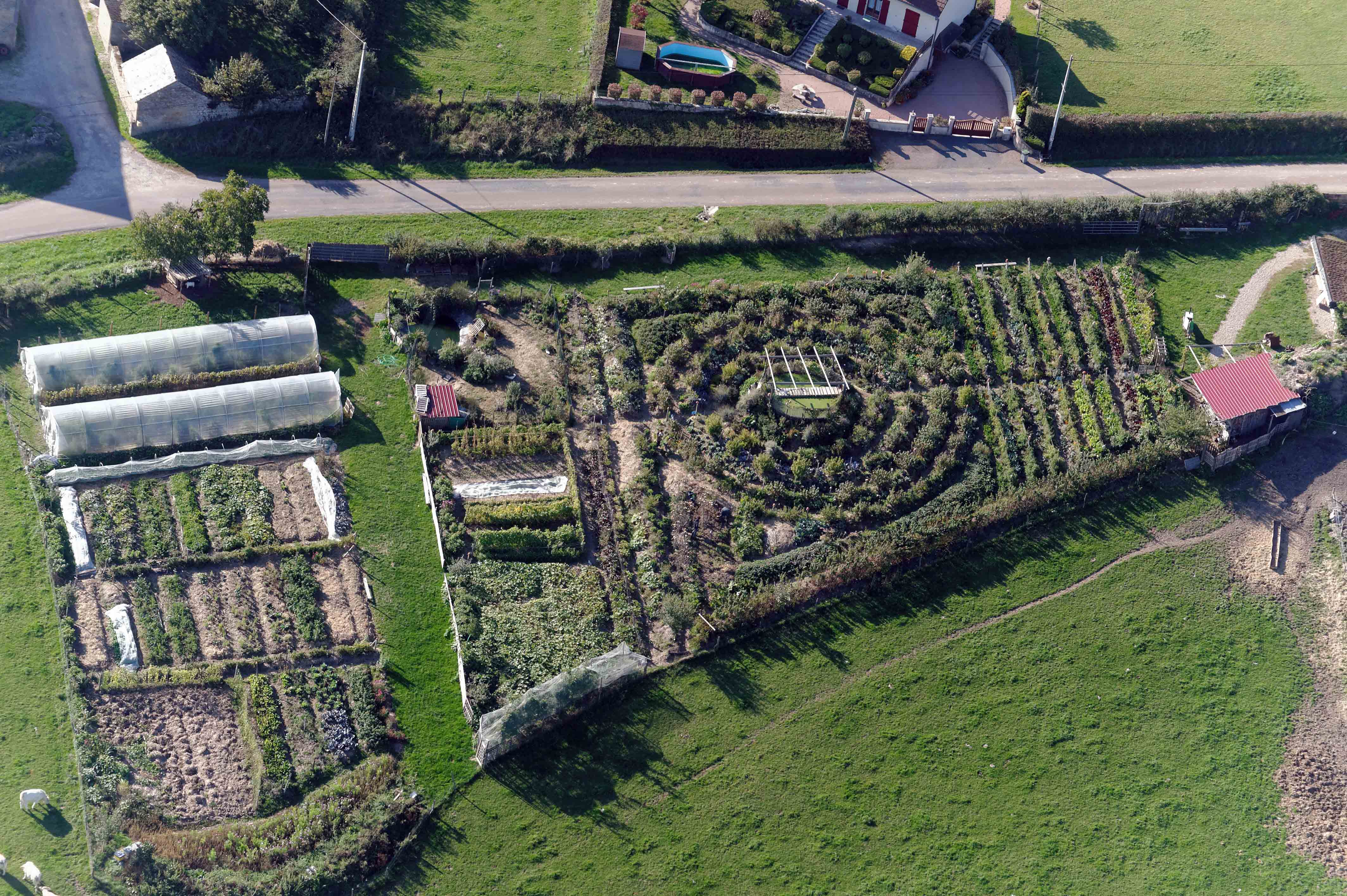
Jardí pedagògic situat a Borgonya (França).

A partir dels principis ètics, Holmgren va definir 12 principis de disseny de la permacultura. Enfocats sota la teoria de sistemes, serveixen com a guies generals per orientar-nos dins de l'enorme complexitat natural i social a l'hora de desenvolupar un sistema sostenible:
1. Observar i interactuar. Prenent el temps necessari per involucrar-nos amb la naturalesa, podem dissenyar solucions que s'ajustin a la nostra situació particular. La naturalesa és un gran sistema complex d'interrelacions del que podem aprendre per crear sistemes integrats en ella que ens beneficiïn.
2. Captar i emmagatzemar energia. La riquesa actual al món és estacional i es basa en l'ús i malbaratament energètic de fonts no renovables que acabaran per esgotar-se i en la degradació de l'entorn. És per tant necessari idear maneres intel·ligents i sustentables per a la generació i emmagatzematge de recursos que permeti el desenvolupament de generacions futures. Com a recursos es consideren tant les fonts d'energia renovables com l'aigua, el sòl fèrtil o la biodiversitat.
3. Obtenir un rendiment. Els sistemes que dissenyem han de produir fruits que garanteixin la supervivència de la comunitat encara que sense hipotecar el futur. La productivitat ha de ser mesurada en termes de producte real a partir de l'esforç invertit.
4. Aplicar l'autorregulació i acceptar la retroalimentació. Comprenent com funcionen les retroalimentacions en la naturalesa, tant negatives com a positives, podrem dissenyar sistemes que siguin autorregulats, reduint l'esforç necessari per a la seva gestió i maneig correctiu.
5. Usar i valorar els serveis i recursos naturals. Fer el millor ús possible de l'abundància natural per reduir el nostre comportament consumista i la nostra dependència cap als recursos no renovables.
6. Deixar de produir residus. Trobant un valor a cada recurs disponible i utilitzant-los tots per integrar-los adequadament dins dels cicles naturals, el concepte de residu deixa de tenir sentit.
7. Dissenyar des dels patrons cap als detalls. Observant la naturalesa i la societat des d'una perspectiva més àmplia, es poden detectar patrons o motius generals que poden utilitzar-se després com a columna vertebral dels nostres dissenys, per després implementar-los en els detalls.
8. Integrar més que segregar. Les connexions entre els elements són més importants que els elements mateixos. En la naturalesa trobem relacions de molts tipus entre les espècies, tals com la depredació, el parasitisme o la simbiosi. Disposant els elements adequats en els seus llocs adequats, es desenvolupen relacions de cooperació entre els elements que milloren i enforteixen el conjunt. Cal tenir en compte que cada element efectua diverses funcions i que cada funció important és suportada per diversos elements.
9. Usar solucions lentes i petites. Els sistemes lents i petits són més fàcils de mantenir que els grans i ràpids, ja que fan un millor ús dels recursos locals i produeixen resultats duradors.
10. Usar i valorar la diversitat. La diversitat redueix la vulnerabilitat a les possibles amenaces i saca partit a l'entorn únic en el qual resideix.
11. Usar les vores i valorar el marginal. En les vores és on es troba el major dinamisme i riquesa dins de la naturalesa. Les interfases entre terra, aigua i aire permeten intercanvis constants que faciliten la creació de condicions adequades per al desenvolupament de la vida.
12. Usar i respondre creativament al canvi. Es pot obtenir un impacte positiu sobre els canvis inevitables o sobre una visió de futur observant amb atenció i intervenint al moment oportú.

### Zones

Les zones de Permacultura des de la 0 a la 5.

Les zones són una forma d'organitzar de forma intel·ligent l'entorn humà conforme a la freqüència de les seves necessitats o cura de les seves plantes i animals. Les zones més freqüentades al llarg del dia s'han d'emplaçar a les zones properes a la llar, és a dir, a les zones 1 i 2. Les que són visitades una mica menys freqüentment a les zones 3 a la 5.
Zona 0
La casa o llar al centre. Est és el punt de partida perquè les persones que habiten aquest lloc estalviïn esforços per aconseguir la resta de zones, de la mateixa manera cobrir les seves necessitats d'aigua i aprofitant els recursos naturals com la llum solar. Així s'intenta crear un model sostenible on es pugui viure i treballar. Aquesta zona és una designació informal, ja que Bill Mollison no la defineix en cap dels seus llibres.
Zona 1
És la zona més propera a la casa. Els elements que es vulguin establir en aquesta zona han de ser els que més freqüència es necessita visitar com els horts on hi hagi plantes que es vagin a utilitzar diàriament com a julivert, enciams, maduixes, etc. També es pot situar una zona de deixalles orgàniques com una compostera.
Zona 2
Aquesta àrea és usada per situar les plantes perennes que requereixen un manteniment una mica menys freqüent que a la zona 1. Una visita ocasional per controlar la mala herba o podar. Pot situar-se aquí arbres fruiters, carabasses, patates, etc. També és un lloc ideal per posar panals o composteres de gran grandària.
Zona 3
L'àrea on s'han de crear els cultius principals com a negoci. Després de l'establiment d'aquesta zona requereix un mínim de manteniment com a reg i control de mala herba gràcies al mulch, que és una cobertura que pot estar composta de palla, restes vegetals o escorces de pi per protegir al sòl del sol i evitar que s'evapori la humitat fàcilment. El mulch farà que solament necessitis visitar aquesta zona una o dues vegades per setmana.
Zona 4
Aquesta zona haver de ser una àrea semisalvatge de boscs. Està destinada per proveir-se de farratge, recol·lectar menjar salvatge (com bolets) i llenya.
Zona 5
A la zona 5 ha de ser una zona totalment salvatge sense intervenció humana alguna excepte l'observació de la naturalesa i els seus cicles. Aquesta zona ajudarà a preservar bacteris, fongs i insectes que ajudaran a les zones anteriorment esmentades.

### Capes
Les capes són una de les eines que s'utilitzen per dissenyar ecosistemes funcionals que són sostenibles i de benefici directe per als humans. Un ecosistema madur té un gran nombre de relacions entre les seves parts components: arbres, sotabosc, la cobertura del sòl, el sòl, els fongs, insectes i animals. A causa que les plantes creixen a diferents altures, una comunitat de formes de vida diverses és capaç de créixer en un espai relativament petit, ja que cada capa s'apila una damunt d'una altra. En general, existeixen set capes reconeguts en un bosc d'aliments, encara que alguns practicants de permacultura també inclouen fongs com a vuitena capa.
1. Dosel arbori: els arbres més alts del sistema. Els arbres grans dominen però en general no saturen la zona, és a dir, existeixen pegats lliures d'arbres.
2. Capa de sotabosc: arbres que creixen en els clars sota el dosel.
3. Capa d'Arbustos: capa diversa de plantes perennes llenyoses d'altura limitada. Inclou la majoria dels arbustos de baies.
4. Capa herbàcia: les plantes en aquesta capa s'assequen i tornen a la terra cada hivern. No produeixen tiges llenyoses com la Capa d'arbustos. Moltes herbes culinàries i medicinals es troben en aquesta capa. Una gran varietat de plantes beneficiosos entren en aquesta capa. Les plantes poden ser anuals, biennals o perennes.
5. Superfície del sòl: existeix certa superposició amb la capa herbàcia i de la capa de coberta del sòl; no obstant això les plantes en aquesta capa creixen molt més prop del sòl, créixer densament per omplir sòl sense vegetació, i amb freqüència pot tolerar una mica de tràfic peu. Els cultius de cobertura conserven els sòls i disminueixen l'erosió, juntament amb els abonaments verds que aporten nutrients i matèria orgànica al sòl, especialment nitrogen.
6. Rizosfera: capes d'arrel en el sòl. Els principals components d'aquesta capa són el sòl i els organismes que viuen en ell, com a arrels de les plantes (incloent tubercles com la papa i altres tubercles comestibles), fongs, insectes, nematodes, cucs, etc.
7. Capa vertical: les plantes escaladores o enfiladisses, com el fesol aiocote i les mongetes enfiladisses, es troben en aquesta capa.[13][14]

### Efecte de vora

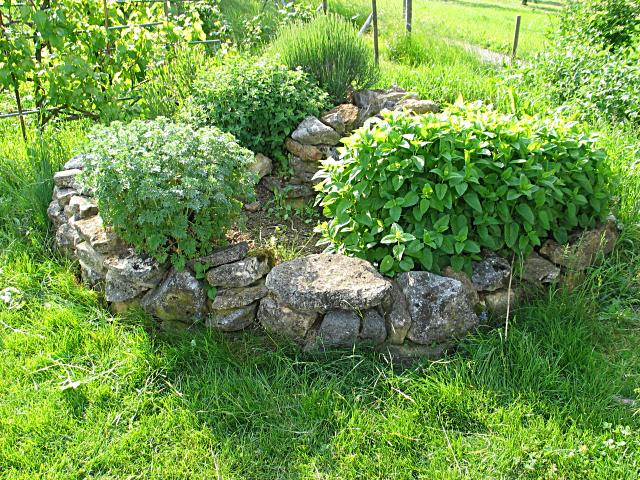
Espiral d'aromàtiques.

L'efecte de vora és quan dos sistemes molt diferents es troben i es crea una àrea d'intensa productivitat i connexions útils. Un exemple d'això és la costa; on la terra i el mar es troben hi ha una zona especialment abundant per a les necessitats humanes i animals. Així que aquesta idea es desenvolupa en dissenys permaculturals com en les espirals d'herbes aromàtiques o la creació d'estanys que tenen costes ondulants en lloc d'un simple cercle o un oval (augmentant així la quantitat de vora per a una àrea donada).
No obstant això, s'han documentat casos en els quals l'efecte de vora tenen conseqüències negatives com a augment del risc d'extinció d'espècies de plantes i animals, entre altres problemes mediambientals.

### Gremis
Hi ha moltes formes de gremis o associacions, incloent gremis de plantes amb funcions similars (que podrien intercanviar-se dins d'un ecosistema), però la percepció més comuna és la d'un gremi de suport mutu provocant una simbiosi. Un gremi tal és un grup d'espècies en les quals cadascun proporciona un conjunt únic de funcions diverses que s'ajuden les unes a les altres de forma simbiòtica. Gremis de suport mutus són grups de plantes, animals, insectes, etc., que funcionen ben estant junts. Algunes plantes poden ser conreades per a la producció de aliments, alguns tenen arrels primàries que extreuen nutrients des de les profunditats de la terra, algunes són fixadores de nitrogen, algunes atreuen insectes benèfics, i unes altres repel·leixen insectes nocius.
Quan aquest grup d'elements s'agrupen i es beneficien mútuament uneixis d'unes altres, es diu que aquestes plantes formen un gremi.